# Jenette Kahn

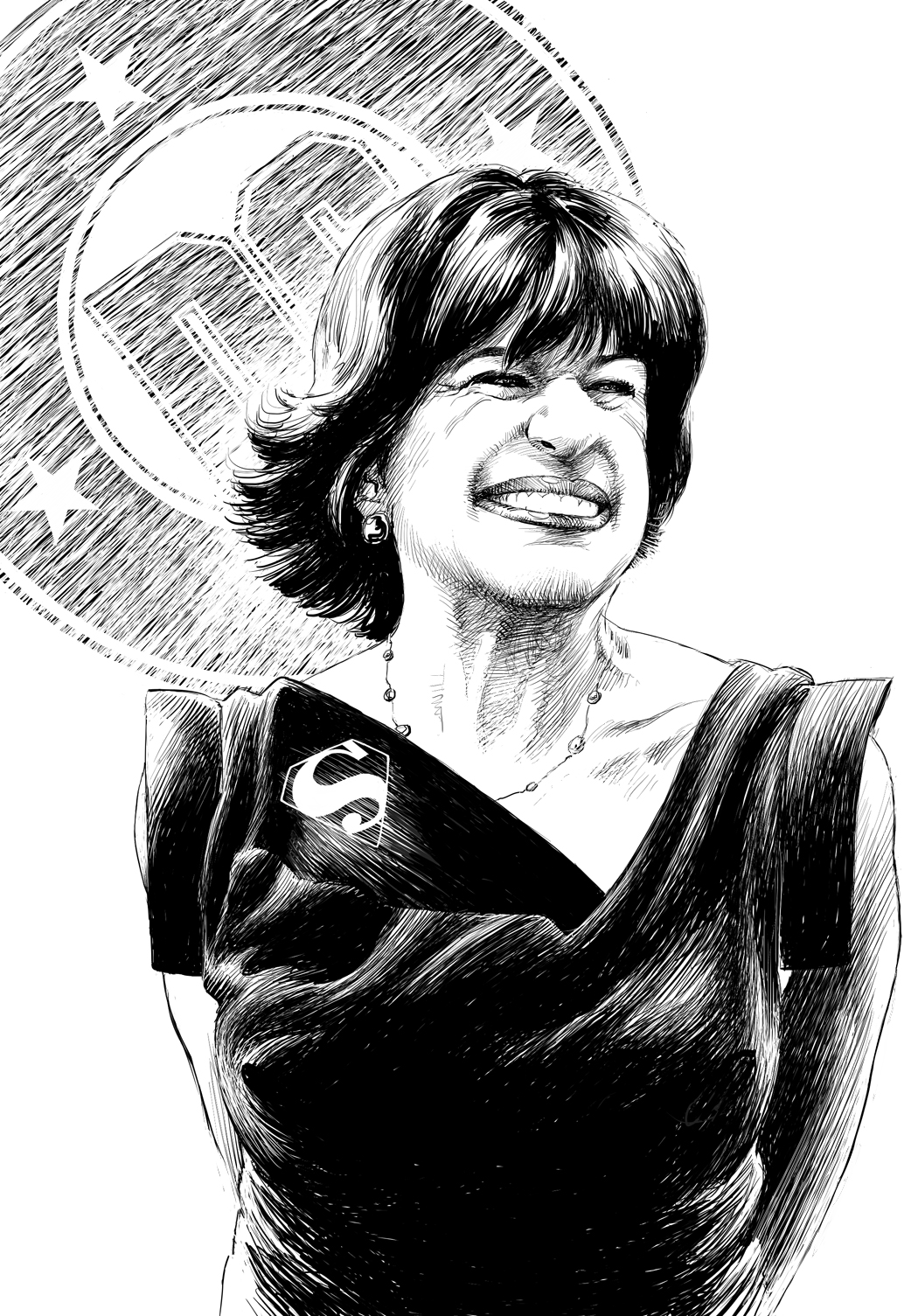
Porträt von Jenette Kahn

Jenette Kahn (* 1948 in Pennsylvania) ist eine US-amerikanische Verlegerin, Herausgeberin und Lifestyle-Autorin.
Von 1981 bis 2002 leitete sie als Präsidentin und „Editor-in-chief“ den amerikanischen DC-Verlag, den größten Verlag im Besitz der Time Warner Company, der auf die Veröffentlichung von Comicheften und Zeitschriften spezialisiert ist.

## Leben

### Frühe Jahre (1950 bis 1976)
Kahn wuchs gemeinsam mit einem Bruder (Si) in Pennsylvania als Tochter einer amerikanischen Rabbinerfamilie auf. Nachdem sie das Studium der Kunstgeschichte an der Harvard-Universität mit Auszeichnung abgeschlossen hatte, gründete Kahn im Alter von nur fünfundzwanzig Jahren die Zeitschriften Kids, Dynamite! und Smash. Für letztere konnte sie den Designer Milton Glaser, den Urheber der berühmten I love [Herz-Logogramm] NY-Kampagne, als art director gewinnen.

### Kahns Anfänge bei DC (1976)
1976 begann sie als Herausgeberin bei DC Comics zu arbeiten, wo sie sich schließlich zur treibenden Kraft des bis dahin eher kleinen Tochterunternehmens von Time Warner entwickelte: Innerhalb weniger Jahre transformierte sie DC und die dazugehörigen Subunternehmen in einen milliardenschweren Entertainment-Riesen. Gemeinsam mit ihrem Vizepräsidenten Paul Levitz und dem managing editor Dick Giordano begann sie das altersschwache Verlagsprogramm in den 1970er- und 1980er-Jahren Schritt um Schritt zu revitalisieren. 
Unter Kahns Ägide veröffentlichte DC neben den amerika-typischen Superheldencomics auch zahlreiche Abenteuer-, Liebes-, Horror-, Wester- und Kriegscomics. In den 1970er-Jahren trug sie mit dazu bei den bislang eher „obrigkeitsgläubigen“ Titelhelden der Superhelden-Serien – Superman wurde bis dahin von der amerikanischen Linken etwa als ein Roboter im „Dienste der Macht“ verunglimpft – eine gesellschaftskritischere, neue Identität zu verleihen. 

### Präsidentin von DC-Comics (1981–2002)
In den 1980er-Jahren engagierte Kahn Autoren wie Frank Miller, John Byrne, Marv Wolfman, um die diversen Figuren im Besitz des DC-Verlages wie Batman, Superman, Wonder Woman, das Swamp Thing, The Flash, Deadman oder Green Arrow generalzuüberholen: Die alten, mitunter knapp fünfzig Jahre alten Serien wurden eingestellt und neue Serien zu den verschiedenen Charakteren, die der neuen Zeit angepasst waren, gestartet. Der bedeutendste „Revamp“ dieser Zeit war sicherlich der vom Autor und Zeichner John Byrne gehändelte Neustart der Superman-Reihe. Daneben etablierte sie das „Vertigo“-Imprint des Verlages, das Geschichten, die sich dezidiert an erwachsene Leser richteten und bar der Topoi der traditionellen amerikanischen „Kindercomics“ waren, erzählte: So Watchmen, V for Vendetta oder Ronin. Hinzu kamen seit 1986 die später unter dem Label „Elseworld“ routinemäßig veröffentlichten alternativen, „mutigeren“ Neuannäherungen an diverse DC-Charaktere, wie beispielsweise Frank Millers Batman-Variation „The Dark Knight Returns“, in der der vormalige „All American Hero“ als Anarchist gegen US-Präsident Reagan kämpft. 
Als eine bedeutende Entscheidung Kahns gilt insbesondere die 1988 in Übereinstimmung mit dem Batman-Gruppenleiter Dennis O’Neil durchgeführte Leserabstimmung über die Zukunft der bekannten Figur Robin – Batmans jugendlichen Assistenten –, die nach einer knappen Telefonabstimmung dazu führte, dass der Charakter in der Ausgabe # 428 der Batman-Serie starb.
In den 1990er-Jahren sorgten insbesondere Kahns editoriale Entscheidungen, den Helden Superman in der 1993 erschienenen Ausgabe # 75 der 1987 neugestarteten Superman-Serie sterben zu lassen und den Helden – nach seiner Auferstehung – 1996 seine „ewige Flamme“ Lois Lane nach beinahe sechzigjährigem Flirt in einer Sonderausgabe (Wedding Album) heiraten zu lassen, sowie den Helden Batman anlässlich der bevorstehenden Jubiläumsausgabe # 500 seiner Serie in der Nummer # 497 nach einer Niederlage gegen einen südamerikanischen Terroristen in den Rollstuhl zu verbannen und durch einen Nachfolger zu ersetzen (sogenannte Knightfall-Storyline), für ein breites öffentliches Echo in den Vereinigten Staaten. 
In den 1980er wie 1990er Jahren war Kahn zudem für die Verfilmung zahlreicher DC-Stoffe mitverantwortlich, so war sie an den Filmen Batman Returns, Batman Forever, Batman und Robin, sowie der dem 2. bis 4. Teil der Superman-Filmreihe und diversen TV-Serien wie „Flash“, „Superboy“ oder „The Adventures of Lois and Clark“ beteiligt.

### Betätigung seit 2002
Seit ihrem Abgang als Präsidentin von DC tut Kahn sich als Autorin von Lebensart-Büchern wie „In Your Space: Personalizing Your Home and Office“ hervor. In dem Film The Book of Henry (2017) fungierte sie als Produzentin.

## Ehrungen
Für ihre Verdienste um „Amerikas kulturelles Erbe“ in diesem Bereich bekam Kahn von der amerikanischen Kongressbibliothek im April 2000 der Titel einer „Library of Congress Living Legend“ zuerkannt. 
| Personendaten    | Personendaten                                                    |
| ---------------- | ---------------------------------------------------------------- |
| NAME             | Kahn, Jenette                                                    |
| KURZBESCHREIBUNG | US-amerikanische Verlegerin, Herausgeberin und Lifestyle-Autorin |
| GEBURTSDATUM     | 1948                                                             |
| GEBURTSORT       | Pennsylvania                                                     |